# Bađinec
Bađinec je naseljeno mjesto u Republici Hrvatskoj u Zagrebačkoj županiji. 

## Zemljopis
Administrativno je u sastavu općine Dubrava. Naselje se proteže na površini od 4,53 km².

## Stanovništvo
Prema popisu stanovništva iz 2001. godine u Bađincu živi 173 stanovnika i to u 46 kućanstava. Gustoća naseljenosti iznosi 38,19 st./km².
| broj stanovnika | 124   | 126   | 142   | 205   | 224   | 230   | 214   | 225   | 213   | 215   | 193   | 158   | 167   | 158   | 173   | 174   | 135   |
|                 | 1857. | 1869. | 1880. | 1890. | 1900. | 1910. | 1921. | 1931. | 1948. | 1953. | 1961. | 1971. | 1981. | 1991. | 2001. | 2011. | 2021. |